# Руханка

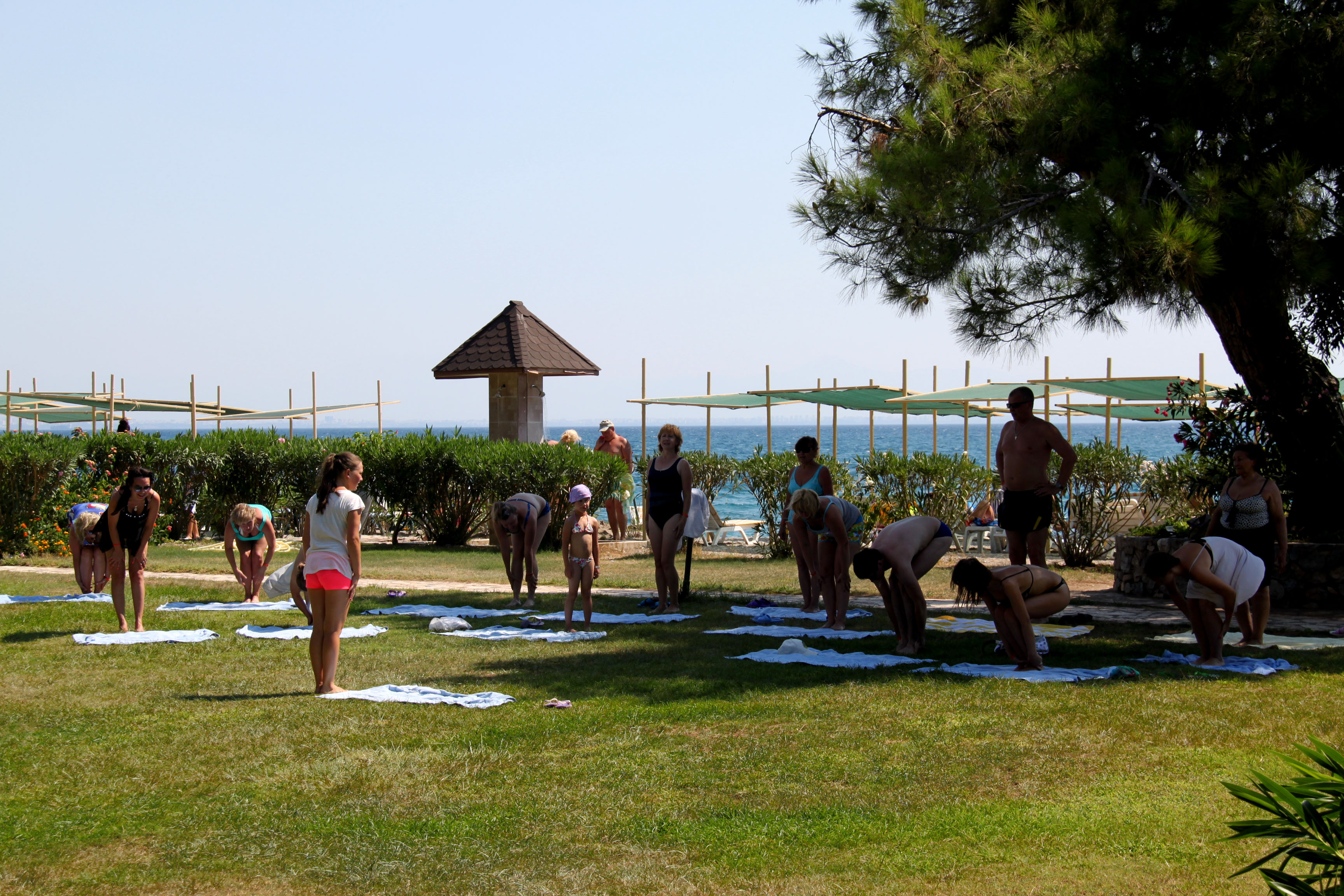
Ранкова зарядка в готелі.

Руханка в спортзалі.

Руханка, також зарядка — комплекс фізичних вправ, які виконують, як правило, вранці, з метою розминки м'язів і суглобів. Є обов'язковою процедурою в армії і спортивних таборах. Зазвичай, її виконують на повітрі, в спортзалі або удома.
У комплекс зазвичай входять вправи для м'язів шиї, спини, живота, ніг і рук. Опрацьовуються великі суглоби — шия, плечі, лікті, груди (як суглоб), таз, коліна. Згинання-розгинання, розтяжка, скручування. Типові вправи: потягування, нахили, присідання, відтискання. Зарядку зазвичай проводить кваліфікований тренер, який показує вправи групі, яка потім їх повторює, іноді під музику. Її можуть поєднувати з бігом, загартовуванням, моржуванням.